# Bettingen (Zwitserland)
Bettingen is een van de drie Zwitserse gemeentes gelegen in het kanton Bazel-Stad. Het is een dorp aan de oostkant van Bazel met ca. 1150 inwoners (2017) en is bijna geheel omgeven door Duitsland. Het aandeel buitenlanders bedraagt ongeveer 25%. In 2008 was 36% protestant (1980: 67%), 16% katholiek (1980: 15%) en 39% hing geen geloof aan (1980: 16%).
De gemeente kent een lager deel (het dorp) en een hoger deel: de Hausberg en Dinkelberg (522 m). Op de Dinkelberg staat de witte St.Chrischona-kerk. Bettingen heeft sinds 1925 een verpleeghuis en sedert 1965 de Chrischona-kliniek. Aan de oostrand van het dorp, tegen de Duitse grens aan, staat op 492 m hoogte sinds 1984 een 250 m hoge tv-toren (het hoogste bouwwerk van Zwitserland).

## Geschiedenis
Op 12 maart 1513 kocht de stad Basel het dorp Bettingen voor 800 Gulden van de gebroeders Christoffel en Hans Truchsässen von Wolhusen. Hiermee werd Bettingen een deel van Zwitserland. St. Chrischona was in de middeleeuwen tot de Reformatie een bedevaartsoord. Het St. Chrischona-kerk op de Dinkelberg werd reeds rond 700 gesticht. Tijdens de Dertigjarige Oorlog werd de kerk door Zweedse troepen geplunderd en leeggeroofd. Nadien geraakte de kerk in verval, in 1818 nog slechts als stal gebruikt, maar in 1839 weer gerenoveerd. De stad Basel schonk in 1965 de kerk aan de lokale geloofsgemeenschap op voorwaarde dat het kerkgebouw grondig zou worden gerenoveerd en voor het publiek toegankelijk zou blijven. Zodoende heeft de 14 m hoge kerktoren met 71 treden een uitzichtplatform. Volgens de legende bouwde de heilige Chrischona (Christiana/Cristina), samen het haar zusters Margaretha en Odilia, op elk van de drie heuveltoppen rondom Basel een kerk in het zicht van elkaar. De andere twee kerken staan in het Duitse Tüllingen en in Binningen.